# Warmwatereffect

Principe van het warmwatereffect

Het warmwatereffect of lake-effect snow is het verschijnsel dat wanneer tijdens de winter koude landlucht over relatief warm water van een zee of meer strijkt, de lucht onstabiel wordt, en er wolken ontstaan, waaruit hevige sneeuw- of regenbuien kunnen vallen.
Het fenomeen komt vooral voor in het gebied van de Grote Meren in de VS, het noordwesten van Turkije (waaronder Istanboel) en het noorden van Japan. Minder vaak komt het in Europa voor, wanneer tijdens een oostcirculatie lucht van het Europese vasteland over de Noordzee trekt. In dat geval kunnen de Wadden en het oosten van Engeland te maken krijgen met vaak vrij hevige sneeuwbuien, die een sneeuwdek tot meer dan een halve meter kunnen opleveren. Soms draait de stroming net wat meer naar het noorden, waardoor ook de rest van de Nederlandse kuststreken in de lijn van de sneeuwbuien komen.
In de winter wil het ook nog weleens voorkomen, dat de stroming op hoogte zeer zwak westelijk wordt. Boven het warme zeewater ontstaan dan in een koude periode zware sneeuwbuien die maar heel langzaam het land optrekken. Aan de grond waait de wind bijvoorbeeld nog steeds uit oostelijke of noordoostelijke richtingen. Hierdoor blijft het koud en kan de sneeuw dus blijven liggen. Omdat de stroming in de hogere luchtlagen, zoals eerder gezegd, heel zwak is, blijven de buien vaak heel lang boven één plek hangen. Door dit fenomeen kan er langs de kust soms heel veel sneeuw vallen. Zelfs onweer in de buien is niet uitgesloten.